# Abbé Thomas
Pour les articles homonymes, voir Thomas et Pierre Thomas.
Pierre Thomas, appelé l'Abbé Thomas, né le 23 décembre 1874 à Cailloux-sur-Fontaines et mort le 9 septembre 1952 à Pellevoisin, est un curé de Miribel, à l'origine de la construction de la Vierge du Mas Rillier et du carillon du Mas Rillier.
Pierre Thomas est enterré au cimetière du Mas Rillier.

## Biographie

### Jeunes années
Pierre Thomas n’a que quatre ans lorsque son père meurt. Sa mère s'installe alors avec lui à Fontaines-sur-Saône. L’enfant entre ensuite au petit séminaire puis à la maison des Chartreux de Lyon. Après son service militaire, il rentre au noviciat de l’Oratoire à L’Hay, près de Bourg-la-Reine.

### Carrière religieuse

Carillon du Mas Rillier.

Il est ordonné prêtre à Saint-Sulpice en 1900. Il officie à Saint-Lô, Juan-les-Pins, Crosses et Jussy-Champagne. En octobre 1929, il devient curé à Crépieux-la-Pape (alors commune autonome de l'Ain depuis deux ans). 
Il devient officiellement curé du Mas Rillier le 30 mai 1931. Il est le principal instigateur de la construction de la Notre-Dame du Sacré-Cœur et du carillon du Mas Rillier.